# Gamla brandstationen, Kiruna
Gamla brandstationen är Kirunas första brandstation. Den är ritad av arkitekten Gustaf Wickman och stod färdig 1910. Fasaden är klädd i rödfärgat spån och tornet kröntes tidigare av en förgylld kula med vindflöjel. Byggnaden användes som brandstation fram till 1994 då en ny räddningsstation stod klar. Tornet användes dels som utsiktstorn och tidigare även till att torka brandslangar i.
Innan brandstationen fanns sköttes brandförsvaret av en  borgarbrandkår som omfattade alla som bodde i Kiruna. Vid brand ljöd sirener i samhället och borgarna skulle snarast infinna sig till tjänstgöring.
Gamla brandstationen är en av de få kvar av trä i Sverige. Ursprungligen var tanken att den skulle flyttas i samband med Kiruna stadsomvandling men framtiden är nu oviss om det blir rivning och saken är under utredning. 